# Time Pilot
Time Pilot (タイムパイロット Taimu pairotto?) es un videojuego arcade de disparos multidireccional diseñado por Yoshiki Okamoto y lanzado por Konami en 1982. Fue distribuido en los Estados Unidos por Centuri, y por Atari Ireland en Europa y Medio Oriente. Mientras participa en un combate aéreo, el avión controlado por el jugador vuela a través del espacio aéreo abierto que se desplaza indefinidamente en todas las direcciones. Cada nivel está inspirado en un período de tiempo diferente. Los puertos de origen para Atari 2600, MSX y ColecoVision se lanzaron en 1983.
Una secuela de vista de pájaro, Time Pilot '84, fue lanzada en salas de juegos en 1984. Deja el motivo del viaje en el tiempo y en su lugar tiene lugar sobre un paisaje futurista.

## Objetivo del juego
El jugador asume el rol de un piloto de un jet futurista que trata de rescatar a sus camaradas atrapados en diferentes áreas del tiempo. El jugador debe combatir hordas de naves enemigas mientras rescata a sus amigos en paracaídas. Una vez que las 56 naves enemigas hayan sido destruidas, se debe derrotar a la nave madre de este periodo de tiempo. Una vez destruida, todas las naves que estén en la pantalla serán destruidas y el jugador pasará al siguiente nivel. Todos los niveles tienen un cielo azul con nubes blancas con excepción del último, el cual tiene un fondo espacial con asteroides. Las eras visitadas y sus enemigos y naves madres son: 
1. 1910: Biplanos y un zepelín.
2. 1940: Monoplanos de la Segunda Guerra Mundial y un B-25.
3. 1970: Helicópteros.
4. 1982: Jets y un B-52.
5. 2001: OVNIs.

Una vez que todas las eras fueron visitadas, el juego comienza nuevamente con una mayor dificultad.

## Desarrollo
Según su relato, la propuesta de Yoshiki Okamoto para Time Pilot fue inicialmente rechazada por su jefe en Konami, quien asignó a Okamoto para trabajar en un juego de conducción. Okamoto dio instrucciones en secreto a su programador para que trabajara en su idea, mientras fingía estar trabajando en un juego de conducción frente a su jefe.

## Recepción
En Norteamérica, el juego encabezó la tabla de ganancias de las salas de juegos de Play Meter en febrero de 1983. En Japón, Game Machine incluyó a Time Pilot en su edición del 1 de junio de 1983 como el décimo octavo título de arcade más popular en ese momento.

## Legado

### Relanzamientos
- Super Famicom como juego extra  Time Pilot '95 en Ganbare Goemon Kirakira Douchuu: Boku ga Dancer ni Natta Wake.
- PlayStation en Konami Arcade Classics, 1999.
- Game Boy Advance como parte de Konami Collector's Series: Arcade Advanced el 18 de marzo de 2002.[12] Esta versión incluye una sexta era oculta, 1.000.000 a. C., con pterodáctilos.
- PlayStation 2 como parte de la serie Oretachi Geasen Zoku Sono en 2005 en Japón.
- Xbox 360 como parte de Xbox Live Arcade el 30 de agosto de 2006.[13]
- Nintendo DS como parte de Konami Classics Series: Arcade Hits.
- Teléfonos móviles i-mode en Japón, 2004.

### Clones
Fury es un clon de 1983 de Computer Shack para el TRS-80 Color Computer. Dos clones, ambos llamados Space Pilot pero no relacionados, fueron lanzados en 1984: de Kingsoft para el Commodore 64 y Superior Software para el BBC Micro. Vector Pilot es un clon escrito por aficionados en 2011 para la consola Vectrex.